# Myrcia paganii
Myrcia paganii är en myrtenväxtart som beskrevs av Carl Karl Wilhelm Leopold Krug och Ignatz Urban. Myrcia paganii ingår i släktet Myrcia och familjen myrtenväxter. IUCN kategoriserar arten globalt som akut hotad.
Artens utbredningsområde är Puerto Rico. Inga underarter finns listade i Catalogue of Life.